# Claude-Augustin de Tercier
Claude-Augustin de Tercier, né le 8 novembre 1752 à Philippeville et mort le 24 février 1823, est un militaire français, général dans les armées royales, à la tête des chouans de La Charnie, commandant la division de Vaiges.

## Biographie
Claude-Augustin de Tercier de Vuadens (Suisse, canton de Fribourg) prend son service au régiment de Normandie-infanterie en 1770. Lieutenant puis capitaine au régiment de la Martinique, il fait, sous les ordres du marquis de Bouillé, la guerre en Amérique de 1778 à 1781, puis rentre en France dans les gardes du corps de Monsieur, servant dans l’Émigration française.
Présent à l’expédition de Quiberon, le 23 juin 1795, il parvint à échapper à la répression en se faisant passer pour un marchand liégeois. Il s'évade des prisons de Vannes. Il avait la garde du fort avec 400 hommes le 19 et fut remplacé dans ce poste le 20 juillet à midi par Charles du Val de Beaumetz, jeune homme d'une famille noble d'Artois, qui fut fusillé à Vannes le 21 septembre 1795.

### Chouannerie
Il se rend auprès du comte de Puisaye et rejoint, avec Guéfontaine, vers le mois de septembre 1795 le général de Scépeaux, commandant général des forces royalistes du Maine et d'Anjou au château de Bourmont, à Freigné près de Candé. Tercier est aussitôt désigné pour commander la division de Vaiges, commandée par Michel Jacquet dit Taillefer, qui restera son ami dévoué et lui sauvera la vie. Le vicomte de Scépeaux accompagna Tercier à Vaiges, où fut ordonné le rassemblement des compagnies composant la division. Le général Tercier est à Deux-Évailles avec sa division, en novembre et décembre 1795.
Tercier a surtout à lutter contre le capitaine républicain Jean-Daniel Œhlert, dit le « Grand Pierrot » ou le « Grand Allemand ». Entre les deux adversaires, c'est une lutte incessante avec péripéties et chances diverses, mais dont aucune n'est décisive. Les généraux républicains comprennent qu'ils ont dans le pays de Vaiges un adversaire dont la tactique diffère de celle des petits chefs de bandes, et concentrent sur lui les efforts de la garnison de Laval. Tercier veut alors combiner ses opérations avec celles de M. de Vallois, dit Maurice, chef de la rive droite de la Mayenne, celles de Marin-Pierre Gaullier, dit « Grand-Pierre », et enfin avec celles de Louis de Frotté.
Dans les premiers jours de mars 1796, il perdit, dans les bois de La Chapelle, Jacquet, dit « Taillefer », qui s'était dévoué pour lui sauver la vie. La fermeté et l'empressement qu'il mit à réunir tous ses hommes pour assister, dans les environs d'Entrammes, à un service pour son compagnon, empêcha la dissension de se mettre dans sa division où une cabale se formait pour donner un successeur à l'ancien chef. Il le vengea, dans les jours mêmes, en s'emparant d'un convoi dirigé de Maisoncelles sur Laval.
Ayant reçu du général de Scépeaux des encouragements et de la poudre, Tercier continue la lutte, va rétablir la discipline dans la division de Guillaume Le Métayer dit Rochambeau, qu'un intrigant avait voulu supplanter. Il rentre à temps pour assister à une affaire où les Bleus sont repoussés de Vaiges sur Meslay-du-Maine et sauvés seulement par la nuit qui survint.
Pour détourner les assauts des républicains de sa région de Vaiges, Tercier entreprend alors avec 2 000 hommes une diversion sur Le Mans. La lettre de Scépeaux, qui l'avisait du projet de pacification, le trouve à Cossé-en-Champagne, où il arrête son mouvement. Il ne revient dans sa division que pour apprendre l'arrestation, le 29 avril 1796, de Martial de Savignac, son meilleur ami et conseiller.
Quelques jours après, Louis Auguste Victor de Ghaisne de Bourmont, major général de l'armée royale, lui adresse au château de Soulgé ordre de le rejoindre à La Bigottière de Maisoncelles. Il lui conseille de se rendre plutôt dans la division Gaullier qui était plus tranquille. C'est là qu'ils reçoivent de Louis d'Andigné la proclamation du vicomte de Scépeaux annonçant la signature de la paix et invitant tous ses divisionnaires à déposer les armes, le 15 mai 1796. Deux jours après, Tercier, après avoir signé avec les principaux officiers un acte de soumission au château de Martigné, en Saint-Denis-d'Anjou, revient le communiquer à ses hommes et se rend avec 4 d'entre eux à Laval où le général Pilotte de La Barollière le reçoit très bien et lui délivre des passeports pour la Suisse, l'Angleterre et Amiens. Il va désarmer sa division, revient passer encore quelques jours à Laval, en part sur l'ordre du général Chabot et arrive à Amiens le 29 juin 1796.

## Les insurrections royalistes de 1798-1800
L'année suivante, Tercier est appelé au Mans par le comte de Rochecotte pour organiser une nouvelle insurrection royaliste ; il le remplace après son arrestation, le 29 juin 1798, puis passe son commandement au comte de Bourmont, est arrêté, enfermé au Temple, relâché faute de preuves, et revient dans le Maine (mars 1799) avec le Chevalier de la Volvène. Après plusieurs petits combats autour de Château-Gontier, il fait afficher dans toutes les communes de la Sarthe et de la Mayenne un appel aux armes, célèbre la Saint Louis à Saint-Denis-d'Anjou (25 août 1799) à la tête de 1 200 hommes, bat le lendemain le général François-Guillaume d'Halancourt à Bouère et remet au Mans, une armée de 12 000 hommes au comte de Bourmont, qui le choisit pour second.
Dans la campagne qui suit, il empêche son chef d'attaquer La Flèche, contribue efficacement, le 15 octobre 1799, à la prise du Mans, déconseille inutilement le siège malheureux de Ballée, et quand viennent les nouvelles propositions d'armistice, il va conférer avec les généraux républicains et se rend, pour l'exécution des conventions, à Laval, Mayenne, Évron, Sablé, etc.

## 1800-1815: complot et retrait
Après le traité signé le 4 février 1800, il refuse de désarmer ceux qu'avec le Chevalier de la Volvène, il avait armés un an auparavant. Il rentre alors à Amiens, est appelé par Cadoudal à Paris en 1803, de nouveau mis au Temple lors de l'affaire de Pichegru et de Moreau, et envoyé en surveillance à Amiens jusqu'à la Restauration. 
En 1815, il demande le grade de maréchal de camp, qui lui est accordé.

## Publications
Les Mémoires politiques et militaires du général Tercier, écrits vers 1820, sont une source de renseignements précieux pour l'histoire de la chouannerie dans le Maine. Ils ont été édités par C. de la Chanoinie, Paris, 1891, in-8°. Lire en ligne sur Manioc.org

## Sources et bibliographie
- « Claude-Augustin de Tercier », dans Alphonse-Victor Angot et Ferdinand Gaugain, Dictionnaire historique, topographique et biographique de la Mayenne, Laval, A. Goupil, 1900-1910 [détail des éditions] (BNF 34106789, présentation en ligne)
- Mémoires d'un chouan (1792-1802) de Claude-Augustin Tercier, présentés et annotés par Xavier de Boisrouvray, Paris, Tallandier, 1989.
- Mémoires politiques et militaires du Général Tercier (1770-1816) de Claude Augustin de Tercier, (1752-1823). Campagnes d'Amérique, Guerres d'émigration, Quiberon, la Chouannerie, conspiration de Cadoudal. Publiés avec préf, notes et pièces justificatives par C. de La Chanonie, Paris, Plon-Nourrit, 1891.
- Histoire de la Vendée militaire, tome V, page 234.
- Jacques Duchemin des Cépeaux, Souvenirs de la chouannerie, Laval ; Paris, H. Godbert ; E. Dentu, 1855.
- Le Chevalier de Tercier, chap. XII de Chouans et patauds en Mayenne 1792-1800, de Gabriel du Pontavice, Association du souvenir de la chouannerie mayennaise, Mayenne, Éditions régionales de l'Ouest, 1987, p. 92-100.
- Hubert La Marle, Dictionnaire des chouans de la Mayenne, Association du souvenir de la chouannerie mayennaise, Mayenne, Éditions régionales de l'Ouest, 2005.